# Христов, Мариян
Мариян Христов (болг. Мариян Христов род. 29 июля 1973, Ботевград) — болгарский футболист, играл на позиции полузащитника. По завершении игровой карьеры — тренер.
Выступал, в частности, за клуб «Кайзерслаутерн», в составе которого ствал чемпионом Германии, а также национальную сборную Болгарии, с которой был участником чемпионата мира 1998 и Евро-2004.

## Клубная карьера
Во взрослом футболе дебютировал в 1993 году выступлениями за команду «Балкан» из родного Ботевграда, в которой провел один сезон, приняв участие в 19 матчах чемпионата.
Впоследствии с 1994 по 1997 год играл в составе ведущих болгарских клубов «Славия» (София) и «Левски».
Своей игрой привлек внимание представителей тренерского штаба немецкого «Кайзерслаутерна», к составу которого присоединился в 1997 году. Отыграл за немецкий клуб следующие семь сезонов своей игровой карьеры. В первом же сезоне выступлений в Германии завоевал титул чемпиона Германии.
В 2004 году перешел в другой немецкий клуб, «Вольфсбург», однако стабильного места в основном составе не имел.
В течение 2008—2010 годов был играющим тренером своей родной команды «Балкан» (Ботевград).

## Выступления за сборную
В 1996 году дебютировал в официальных матчах в составе национальной сборной Болгарии. В течение карьеры в национальной команде, которая длилась 12 лет, провел в форме главной команды страны 45 матчей, забив 4 гола.
В составе сборной был участником чемпионата мира 1998 года во Франции и чемпионата Европы 2004 года в Португалии. На мундиале выходил на поле в двух матчах. На континентальном первенстве принял участие во всех трех матчах болгарской команды на турнире, которые она проиграла с общим счетом 1:9.

## Карьера тренера
Первый тренерский опыт получал в родной команде «Балкан» (Ботевград), где проработал с 2008 по 2010 год как главный тренер, совмещая тренерскую работу с эпизодическими выходами на поле.
2013 года вошел в тренерский штаб клуба «Левски».

## Достижения
«Кайзерслаутерн»
- Чемпион Германии: 1997/98